# Rudolf Reimann
Rudolf Reimann, estonski general, * 1884, † 1946.